# Podestà de Constantinople
Le Podestà de Constantinople était le responsable des possessions vénitiennes dans l'Empire latin, ainsi que du quartier vénitien de Constantinople, pendant le XIIIe siècle. Nominalement vassal de l'empereur latin, le Podestà fonctionnait comme un souverain à part entière, et répondait de ses actions au Doge de Venise. Le Podestà était également officiellement connu en tant que gouverneur du quart et de la moitié de l'Empire de Romanie et, à ce titre, avait le droit de porter une tenue en pourpre, à la manière des empereurs.

## Historique

### Contexte
Les Vénitiens disposaient de leur propre quartier dans la capitale byzantine de Constantinople, depuis le chrysobulle de 1082 de l'empereur Alexis Ier Comnène. La manière dont cette colonie était gouvernée reste inconnue, même s'il est très probable qu'elle élisait son propre conseil des anciens, même si parfois ils pourraient être remplacés par des consuls envoyés directement depuis Venise, ou des capitaines de passage de la flotte vénitienne, ayant pu assumer une certaine responsabilité politique.
La position vénitienne à Constantinople a été immensément renforcée à la suite de la quatrième croisade, pendant laquelle la flotte vénitienne, ainsi que le doge Enrico Dandolo, ont joué un rôle essentiel. Au lendemain du sac de Constantinople et de la création de l'Empire latin, il obtint pour Venise des conditions qui la rendirent d'une importance primordiale au sein du nouvel État : la République revendiqua les trois huitièmes des anciennes possessions byzantines, assura la reconnaissance des privilèges dont la République avait bénéficié sous les empereurs byzantins, obtint une voix dominante dans l'élection du patriarche latin de Constantinople, et fit élire son propre candidat, Baudouin de Flandre, en tant que premier empereur latin. Dandolo lui-même resta à Constantinople et reçut le titre byzantin exalté de Despote. Jusqu'à sa mort, le 29 mai 1205, au lendemain de la désastreuse bataille d'Adrinople, il resta le souverain des Vénitiens locaux, ainsi qu'un des hommes d'État les plus importants de l'Empire latin.

### Création de la fonction

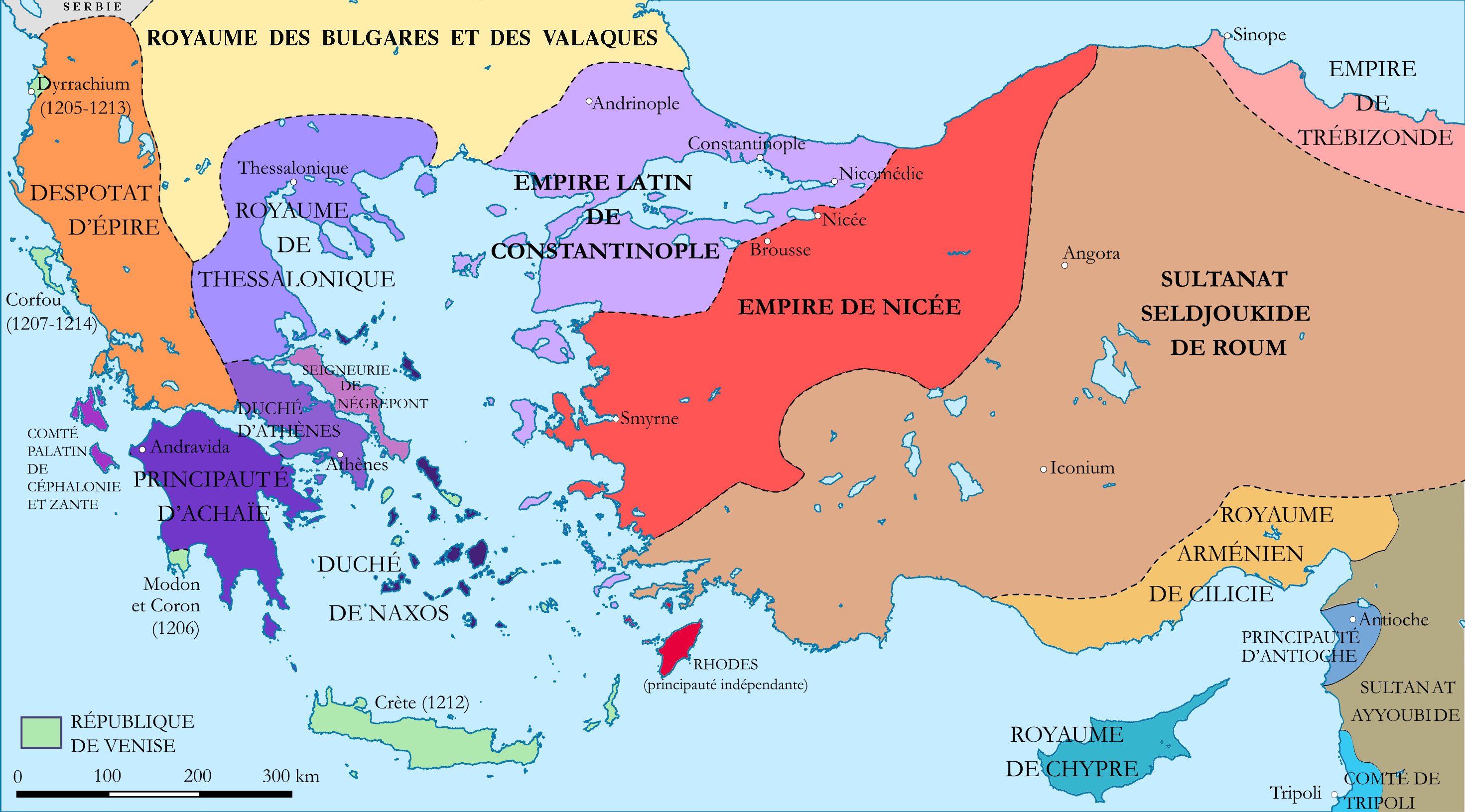
L'Empire latin avec ses vassaux (en violet), les états grecs successeurs de l'Empire byzantin (en rouge) et les possessions vénitiennes (en vert), vers 1214.

Après la mort de Dandolo, les Vénitiens de Constantinople ont élu Marino Zeno « Par la grâce de Dieu Podestà et seigneur d'un quart et un demi [quart] de tout l'Empire de Romanie » à la place du Doge., L'utilisation de titres aussi élevés constituait, également, étant donné le vide de pouvoir existant dans l'Empire latin après Adrinople.
Déjà dans le premier acte du nouveau fonctionnaire, daté du 29 juin 1205, il apparaît comme ayant son propre conseil privé, dont la composition est similaire à celle du conseil du Doge à Venise : des juges (judices communi), des conseillers (consciliatores), un trésorier (camerarius), ainsi qu'un magistrat du parquet (avocatorio). Selon l'historien du XVIe siècle Daniele Barbaro, pendant un certain temps après la mort de Dandolo, il fut sérieusement envisagé de déplacer la capitale de la république de Venise vers Constantinople. Bien qu'il s'agisse selon toute probabilité d'une invention ultérieure, cela témoigne de la taille et de l'éminence que la communauté vénitienne à Constantinople atteint à cette époque,, ainsi que du rôle dominant que les Vénitiens ont joué dans les affaires de l'Empire latin.
Lorsque Pietro Ziani fut élu Doge à Venise en succédant à Dandolo, d'une part, il reconnut (à contrecœur) le fait accompli de l'élection de Zeno et le confirma dans ses fonctions, mais d'autre part, il agit rapidement « afin de rétablir l'équilibre » entre la ville-mère et sa colonie à Constantinople. Dans la première de ces actions, en octobre 1205, Zeno céda Durazzo, Vagenetia, ainsi que Corfou, territoires appartenant à la part vénitienne de l'Empire de Romanie et stratégiquement situés à la sortie de l'Adriatique, à Venise, bien qu'en réalité la région fût tenue par le souverain grec d'Épire, Michel Ier Comnène Doukas, que les Vénitiens reconnurent dans ces possessions en 1210 en tant que vassal vénitien. À peu près à la même époque, Ziani publia un décret permettant à tout citoyen vénitien ou allié d'occuper et de gouverner en privé tout territoire anciennement byzantin, avec le droit de transmettre cette possession à ses descendants. Ce décret contournait effectivement le Podestà en tant que dirigeant nominal des Vénitiens dans l'Empire latin : des hommes comme le Vénitien Marco Sanudo, qui fonda le duché de Naxos, étaient ainsi directement subordonnés à l'empereur latin.
Après 1207, le titre de « Seigneur d'un quart et d'un demi de l'Empire de Romanie » (dominator quartae partis et dimidiae Imperii Romaniae) fut utilisé par le Doge plutôt que par le Podestà, qui était désigné simplement en tant que « Podestà des Vénitiens à Constantinople » (in Constantinopoli Venetorum Potestas). Les Doges ont conservé ce titre jusqu'au traité de Zara de 1358, et bien que certains Podestà l'aient utilisé, c'était uniquement en leur qualité de représentant du Doge.

### Position au sein de l'empire latin
Sur la base d'un accord conclu en octobre 1205, le Podestà et ses conseillers (consiliarii) faisaient partie du conseil exécutif (consilium) de l'Empire latin, qui était chargé des questions de défense et de politique étrangère, ainsi que du règlement des différends entre l'Empereur et ses suzerains féodaux, aux côtés de l'Empereur et des « magnats francs » (magnates Francigenarum). Cependant, la position vénitienne était ambiguë : comme l'explique Filip Van Tricht, Venise était « à la fois un État indépendant et un partenaire féodal de l'empire ». Le Podestà menait donc ses propres négociations et concluait des accords commerciaux avec les souverains voisins, bien que cette indépendance ne s'étende pas à d'autres domaines de la politique étrangère, et les accords commerciaux semblent avoir été largement alignés sur la politique menée par l'Empire latin à l'époque.
La tension entre Venise et l'Empereur est évidente dans les fréquentes tentatives des empereurs et des puissants barons de l'Empire latin de s'immiscer dans des juridictions nominalement vénitiennes, et de restreindre, voire de supprimer, les revendications et les droits des Vénitiens découlant des traités fondateurs de l'Empire en 1204-1205. Cette tendance s'est manifestée très rapidement : dès 1208, le conseil exécutif prévu en 1205 avait cessé de jouer le rôle qui lui était attribué, et l'empereur avait cessé d'associer le Podestà ou les Vénitiens à ses décisions. Cette évolution a été favorisée d'une part par la stabilisation de la situation militaire de l'empire après ses premières années catastrophiques, et d'autre part par la relative faiblesse du Podestà et de ses conseillers, compte tenu de leurs mandats brefs et circonscrits, vis-à-vis de l'empereur et de ses barons.

### Abolition et suites
En 1261, lorsque Constantinople fut reprise par les Byzantins sous Michel VIII Paléologue, la fonction du Podestà cessa d'exister et les Vénitiens furent expulsés de la ville. Dans le traité de 1265/68 avec Paléologue, en vertu duquel les Vénitiens furent autorisés à revenir, et les traités ultérieurs, la colonie vénitienne dans la ville était désormais dirigée par un fonctionnaire connu sous le nom de Bailo (baiulus ou rector).

## Liste des Podestàs connus
- Marino Zeno, 1205–1207[24]
- Ottaviano Quirino, c. 1209[24]
- Marino Dandolo, date inconnue, mais probablement entre Quirino et Tiepolo[24]
- Jacopo Tiepolo, en 1219–1220/21 ; pendant son mandat, il conclut un traité avec l'Empire de Nicée, et reçoit le titre de Despote.[25]
- Marino Michiel, 1221[26]
- Marino Storlato, 1222–1223[26]
- Jacopo Tiepolo (2nd mandat), 1224[26]
- Teofilo Zeno, avant septembre 1228[27]
- Giovanni Quirino, en septembre 1228[27]
- R. Quirino, en mai 1229[27]
- Teofilo Zeno (2nd mandat), en 1235, possiblement jusqu'en 1238[27]
- Albertino Morosini, en 1238[28]
- Giovanni Michiel, 1240–1241 ; en 1241, il dirigea une flotte vénitienne qui a battu une flotte nicéenne de taille plus importante.[28]
- Egidio Quirino, en avril 1247[28]
- Jacopo Dolfin, en 1256[29]
- Marco Gradenigo, 1259–1261[29]

### Sources
- (en) Thomas F. Madden, Venice: A New History, New York, Viking, 2012 (ISBN 978-1-101-60113-6)
- (en) Şerban Marin, « Dominus quartae partis et dimidiae totius imperii Romaniae: The Fourth Crusade and the Dogal Title in the Venetian Chronicles' Representation », Quaderni della Casa Romena di Venezia, vol. 3,‎ 2004, p. 119–150 (lire en ligne)
- (en) Filip Van Tricht, The Latin Renovatio of Byzantium: The Empire of Constantinople (1204-1228), Leiden, Brill, 2011 (ISBN 978-90-04-20323-5, lire en ligne)
- (en) Robert Lee Wolff, « A New Document from the Period of the Latin Empire of Constantinople: The Oath of the Venetian Podesta », Annuaire de l'Institut de Philologie et d'Histoire Orientales et Slaves, vol. 12,‎ 1952, p. 539–573